# Karl von Smola

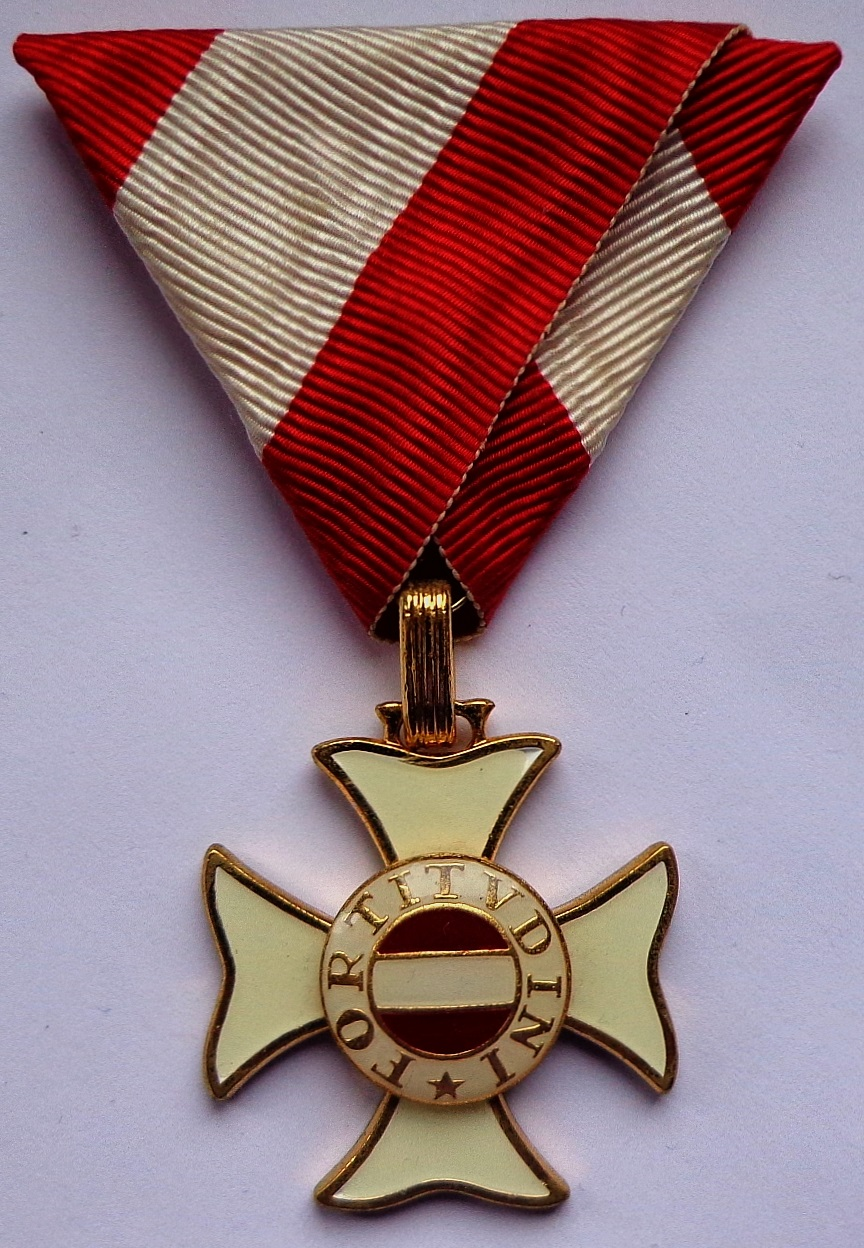
Ritterkreuz des Militär-Maria-Theresien-Ordens

Karl Freiherr von Smola (* 15. November 1802 in Budweis; † 14. Februar 1862 in Graz) war ein österreichischer Offizier.

## Leben
Karl von Smola besuchte die Theresianische Ritterakademie in Wien und trat 1817, wie sein Vater Josef von Smola, in das Bombardierkorps ein. Im Jahr 1819 wurde er bereits Leutnant im Feldartillerieregiment 2. 1827 wurde er zum Oberleutnant befördert und 1829 Adjutant beim späteren Feldzeugmeister Latour. Seine Aufgaben lagen in Landesbeschreibungen und kriegsgeschichtlichen Arbeiten. 
Im Jahr 1840 wurde er Major und 1847 Oberstleutnant sowie im Juli 1848 Oberst. Im Jahr 1848 nahm er als Generalstabschef unter Feldzeugmeister Nugent am Feldzug in Innerösterreich teil. Bei der Kapitulation der Stadt Udine wurde er als Parlamentär schwer verletzt, da er trotz Flagge einen Schuss ins Bein bekam, das in der Folge amputiert werden musste. Im Jahr 1849 erhielt er das Ritterkreuz des Maria-Theresien-Ordens zuerkannt. 
Als invalider Offizier wurde er im Dezember 1848 dem Generalquartiermeisterstab für publizistische Arbeiten zugeteilt, im Jahr 1852 übernahm er eine Professur für Heeresorganisation und Militärgeographie an der k.u.k. Kriegsschule. In den Jahren 1853 bis 1858 war er Direktor des Polytechnischen Instituts in Wien. Er wurde 1858 mit dem Charakter eines Generalmajors pensioniert.  Er ist auf dem St.-Leonhard-Friedhof in Graz beigesetzt.

## Werke
- Handbuch für k.k. österreichische Artillerie-Offiziere. Mit Benützung der hinterlassenen Schriften des k.k. Generalmajors in der Artillerie Joseph Freiherrn von Smola, ..., Zweite vermehrte Auflage, mit 10 Kupfertafeln. Beck, Wien 1839
- Das Leben des Feldmarschalls Prinzen Friedrich Franz Xavier zu Hohenzollern-Hechingen, Schaumburg, Wien 1845
- Das Leben des Feldmarschalls Heinrich Grafen von Bellegarde,  Heubner, Wien 1847